# Renate Cerljen
Renate Veronica Cerljen (Staffanstorp, Suécia, 26 de março de 1988) é uma modelo sueca que representou seu país no concurso Miss Universo 2009, realizado nas Bahamas em 23 de agosto de 2009, onde alcançou o Top 15. Renate foi a primeira não vencedora do Miss Suécia a participar do Miss Universo depois que a eleita perdeu seus direitos à coroa.  Cerljen foi a primeira sueca na disputa internacional desde  2006, quando Josephine Alhanko alcançou o top 20. A Miss Universo 1984 Yvonne Ryding, também da Suécia, foi uma das juradas. Ao figurar entre as 15 primeiras, Cerljen tornou-se a 29ª representante da Suécia a se tornar semifinalista do Miss Universo.
Cerljen também foi uma ginasta de elite, mas teve que abandonar as competições por quatro anos após se contundir durante um treinamento.